# Абу Асси, Башир Хани
Башир Хани Абу Асси (араб. بشير هاني ابو عاصي‎; 23 февраля 1948) — ливанский борец вольного стиля, участник летних Олимпийских игр 1972 года в Мюнхене

## Спортивная биография
Башир Хани Абу Асси родился в 1948 году. В 1972 году Абу Асси представлял Ливан на летних Олимпийских играх 1972 года в Мюнхенее. Абу Асси принял участие в соревнованиях в категории до 74 кг. Соревнования в борьбе проводились по системе с выбыванием. Спортсмен, набравший 6 и более штрафных очков, покидал соревнования. За один поединок максимально можно было получить 4 штрафных очка. В первом раунде соперником ливанского борца стал спортсмен из Швейцарии Роберт Блазер. Схватка продолжалась больше 5 минут и закончилась досрочной победой швейцарца, в результате чего Абу Асси получил 4 очка. Чтобы продолжить борьбу за медали, Баширу Хани необходимо было побеждать в каждом следующем поединке, но уже во втором раунде ливанец за две минуты уступил болгарину Янчо Павлову и, получив ещё 4 штрафных балла, закончил выступление на олимпийском турнире.